# Internet company
Una internet company è un'azienda che si occupa di tutti gli aspetti relativi ad internet e ai canali on-line.
Si distingue da una web agency per l'ampiezza dei servizi, rivolti anche al net marketing ed al marketing digitale.